# Hydrelia cingulata
Hydrelia cingulata är en fjärilsart som beskrevs av George Francis Hampson 1896. Hydrelia cingulata ingår i släktet Hydrelia och familjen mätare. Inga underarter finns listade i Catalogue of Life.